# August Noll

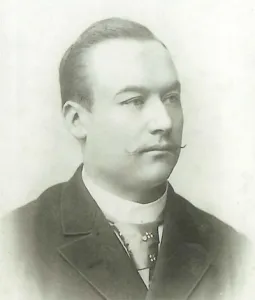
August Noll um 1892

August Noll (* 1865 in Bierlingen; † 1938 in Villingen) war ein deutscher Uhrmacher und Erfinder einer Astronomischen Weltuhr.

## Leben
August Noll wurde 1865 in Bierlingen geboren. Ab dem Jahre 1888 verdiente er sein Geld mit seiner Kunstuhr, der Astronomischen Weltuhr. Diese hatte er 1888 nach fünfjähriger Arbeit fertiggestellt. Eine Ankündigung in der Schwenninger Neckarquelle vom 3. Januar 1888 nennt August Noll zusammen mit Adolf Häusle als Schwarzwälder Uhrenmacher. Sie behaupten, dass das Meisterwerk die „berühmte Straßburger Münsteruhr an kunstvollem Mechanismus und Figurenreichtum“ überträfe. 

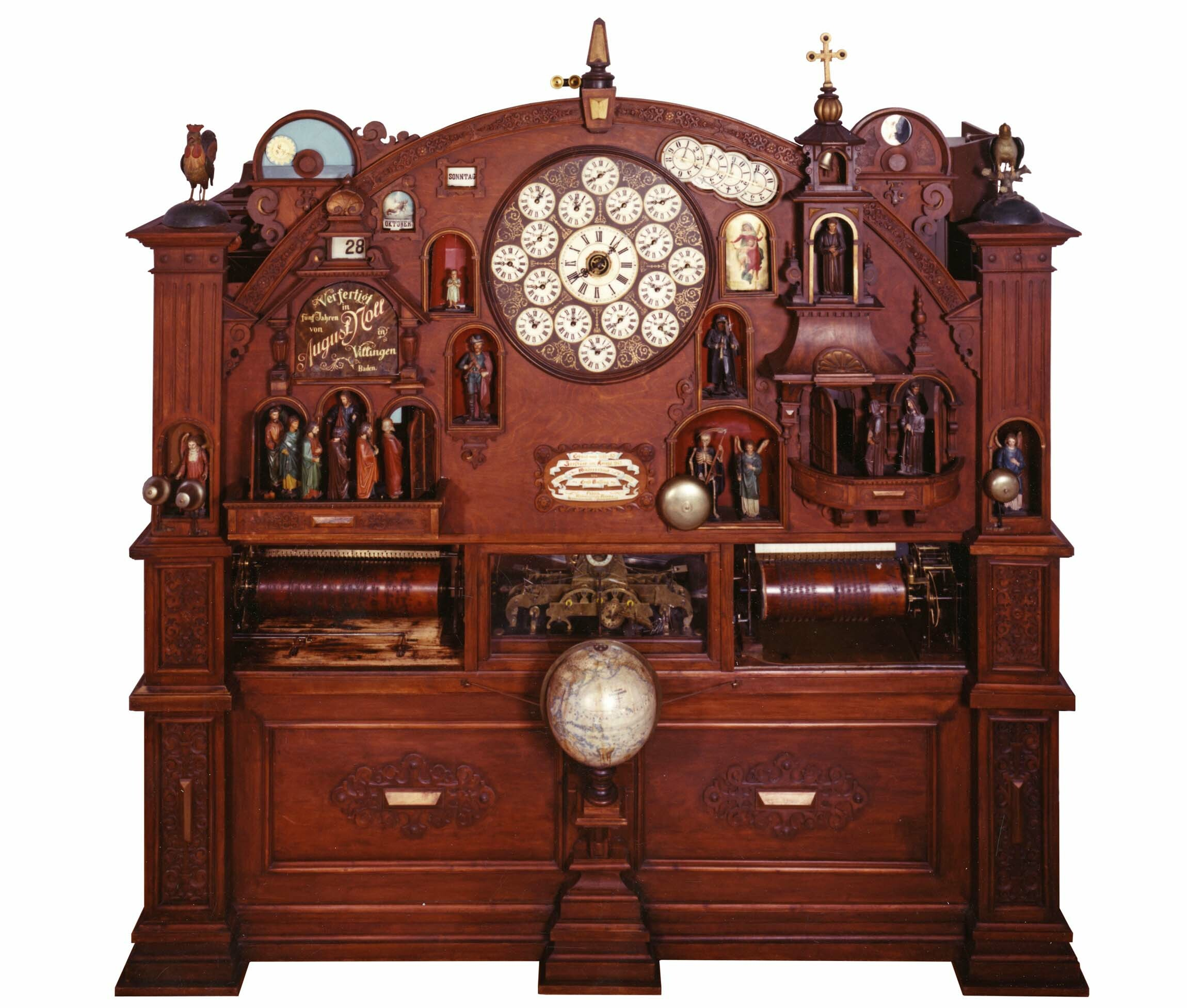
Die astronomische Weltuhr von August Noll

### Besuch adeliger Persönlichkeiten
Nolls Erfindung drang auch zum Adel durch. So besuchte er österreichische Erzherzöge und Prinzessinnen von Bayern. Unter anderem besuchte er König Georg von Sachsen und König Carol von Rumänien. Diese zeigten sich sehr interessiert und sprachen höchste Anerkennung aus. Deren Sekretäre bestätigten dies schriftlich zum Abdruck.